# 156880 Bernardtregon
156880 Bernardtregon è un asteroide della fascia principale. Scoperto nel 2003, presenta un'orbita caratterizzata da un semiasse maggiore pari a 2,3760180 UA e da un'eccentricità di 0,0159535, inclinata di 2,95197° rispetto all'eclittica.
L'asteroide è dedicato a Bernard Tregon, astronomo amatoriale e amico di Michel Hernandez, uno degli scopritori.